# Criminalità in Spagna

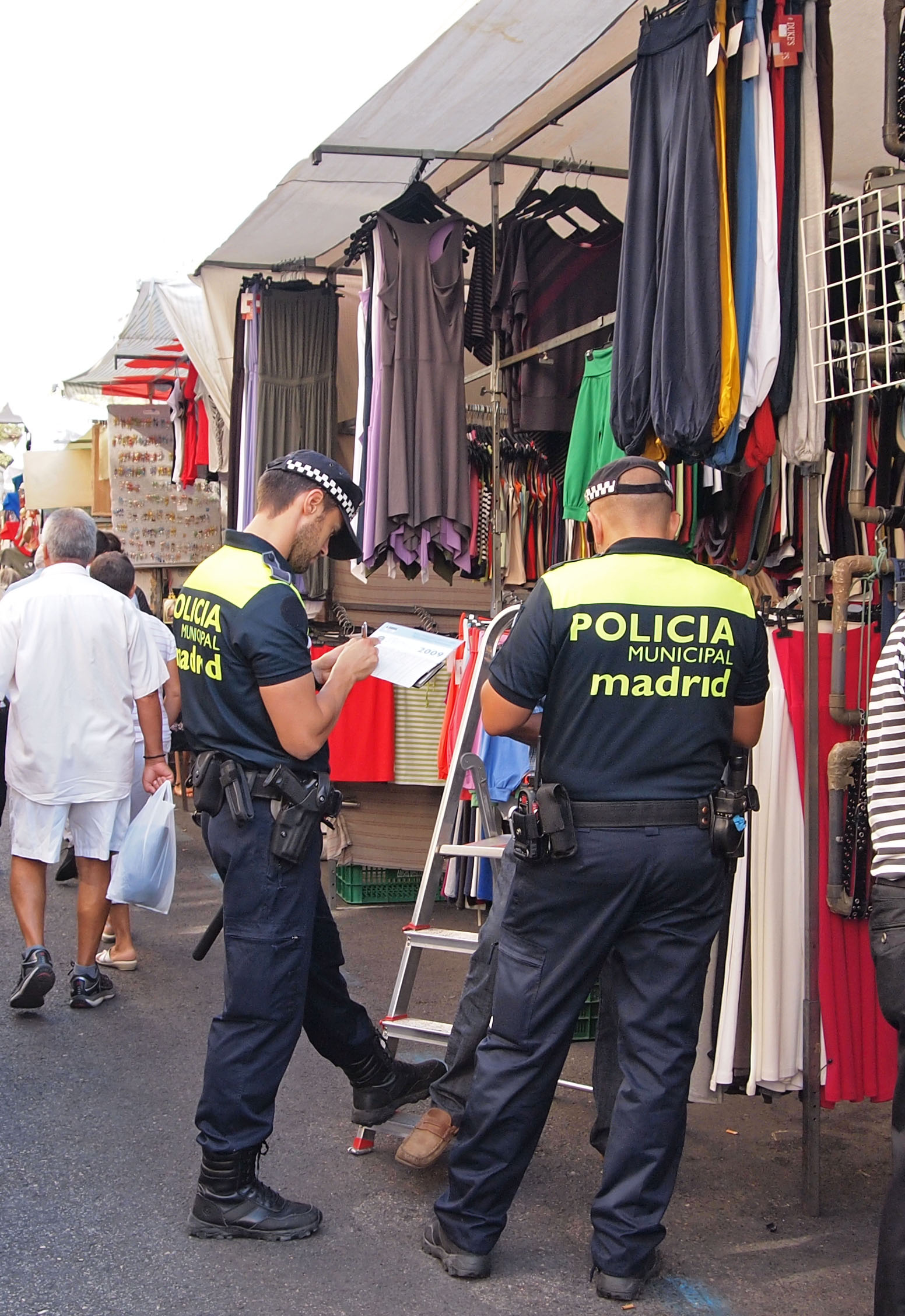
Forze dell'ordine a Madrid

La criminalità in Spagna è combattuta dalla forze di polizia spagnole.

## Crimini per tipologia

### Omicidio
Nel 2012, la Spagna aveva un tasso di omicidi dello 0,10% su 100.000 abitanti. Ci sono stati un totale di 364 omicidi in Spagna nel 2012.

### Correlati alla droga
La Spagna è uno snodo fondamentale per le rotte del narcotraffico nell'Unione Europea. Metà della cocaina trovata dalle forze dell'ordine in Europa è trovata dalle forze di polizia spagnole. La Spagna ha un alto numero di persone che fanno uso di droghe, un paese ai primi posti in Europa.
L'uso di cocaina in Europa è alto per gli standard mondiali.
La Spagna è uno dei grandi punti di Transito di cocaina in Europa (insieme al Porto di Gioia Tauro in Calabria e i porti di Amsterdam nei Paesi Bassi e Anversa in Belgio).
Nel 2005 oltre il 50% della cocaina trovata dalla polizia in Europa è stata trovata dalla polizia spagnola.
La cosiddetta mafia galiziana, organizzazione criminale di persone della regione spagnola della Galizia sono i principali trafficanti di cocaina in Spagna e in altri paesi come nel Regno Unito.

## Dinamiche del crimine
Il 65% dei crimini è commesso da spagnoli mentre il 35% da stranieri che sono il 15% in rapporto alla popolazione spagnola.

## Statistiche sulla criminalità
Le statistiche sulla criminalità in Spagna sono pubblicate dall'istituto nazionale di statistica (in spagnolo: Instituto Nacional de Estadística) nonché da altri istituti europei.
Le statistiche mostrano che la Spagna è uno dei paesi europei con uno dei più bassi tassi di criminalità secondo lo studio Gallup Europe Research del 2005.